# 細谷雄太
細谷 雄太（ほそや ゆうた、1882年4月28日 - 1950年11月20日）は、日本の俳人。医学博士。俳号は細谷不句。別号に柚翁。

## 経歴
1882年4月、山形県西村山郡谷地町（現・河北町）生まれ。旧制第一高等学校、東京帝國大学医科大学を卒業。
最初は定型俳句の俳人として「一高俳句会」に所属。のち新傾向俳句の河東碧梧桐に師事、また荻原井泉水とも交流する中で新傾向、自由律俳句に傾倒する。新傾向俳句機関誌『層雲』の同人となり、のちに自由律俳句誌の『海紅』創刊にも参加。古くからの碧門だったが、碧梧桐が海紅離脱後に立ち上げた『碧』や『三昧』にはついて行かず、中塚一碧楼が主宰となった海紅に残った。
それでも1937年（昭和12年）1月に碧梧桐が危篤状態に陥ると真っ先に見舞いに詰めかけている。
1940年（昭和15年）、一碧楼が大政翼賛会発足に伴い結成された日本俳句作家協会（後の日本文学報国会）で理事に就任した際は評議員となった。1950年11月、68歳で死去。

## 医師として
細谷不句は医師であり医学研究者でもあった。専門は耳鼻咽喉科学。弟の細谷雄二も同じく医学博士で生理学者、アララギ派の歌人でもあった。
- 1908年　東京帝國大学医科大学附属医院副手
- 1912年　台湾総督府医院医長兼台湾総督府医学校教授
- 1917年　文部省在外研究員として、スイス、イタリアへ留学
- 1922年　千葉医学専門学校附属病院嘱託・文部省在外研究員として、アメリカ、イギリス、ドイツへ留学
- 1924年　千葉医科大学附属病院耳鼻咽喉科医長・文部省在外研究員として、スイス、イタリアへ留学。同年千葉医科大学の教授となる[4]。
- 1945年　埼玉県志木市にて開業

## 句集
- 『不句襍成』（1933年）
- 『日々吟四年間』（1937年）
- 『日々吟五年間』（1942年）
- 『日々吟八年間』（1950年）

## 主な著書
- 『喉頭結核及其療法』　半田屋医籍　1909年
- 『危険性耳病及其療法』　南江堂　1910年
- 『新自然哲学』　春秋社 1922年
- 『日本外科全書5巻』　吐鳳堂　1928年
- 『細谷耳鼻咽喉科学』　南山堂書店　1924年
- 『耳鼻咽喉科診療の実際』南山堂書店　1933年

## 代表句
- 串ざしの蛤みな干上がり串太き秋の日
- 春日のビフテキの店柿いろの暖簾を垂れ
- 蟷螂とぶとき身軽うわれらが方へ